# August Stricker
August Stricker (* 31. Oktober 1857 in Frankfurt am Main; † 1925 in Wiesbaden) war ein deutscher Mediziner.

## Leben
August Stricker studierte ab 1876 an den Universitäten Marburg, Freiburg und Göttingen Medizin. In Marburg wurde er 1877 Mitglied des Corps Teutonia. In Freiburg schloss er sich 1878 dem Corps Rhenania an. Das Studium schloss er 1881 in Göttingen mit der Promotion zum Dr. med. ab. Anschließend war er bis 1882 Assistent an der medizinischen Poliklinik und bis 1886 an der chirurgischen Klinik in Göttingen. 1887 ließ er sich in Bieberich als Arzt nieder. Ab 1897 praktizierte er in Wiesbaden.

## Auszeichnungen
August Stricker wurde zum Geheimen Sanitätsrat ernannt.

## Schriften
- Über traumatische Stricturen der männlichen Harnröhre und deren Behandlung (Dissertation). Leipzig: Hirschfeld, 1882.